# Burgos (La Union)
Burgos ist eine Stadtgemeinde in der philippinischen Provinz La Union und grenzt im Osten an die Provinz Benguet. Im Jahre 2015 zählte sie 8067 Einwohner. Das Gebiet ist sehr bergig und schwer zu bewirtschaften. Die Gemeinde wurde nach dem philippinischen Nationalhelden Jose Burgos benannt.
Burgos ist in folgende Baranggays aufgeteilt:
- Agpay
- Bilis
- Caoayan
- Dalacdac
- Delles
- Imelda
- Libtong
- Linuan
- New Poblacion
- Old Poblacion
- Lower Tumapoc
- Upper Tumapoc